# Kanton Annecy-Nord-Ouest
Kanton Annecy Nord-Ouest is een voormalig kanton van het Franse departement Haute-Savoie. Kanton Annecy Nord-Ouest maakte deel uit van het arrondissement Annecy en telde 45.000 inwoners in 1999. Het werd opgeheven bij decreet van 13 februari 2014, met uitwerking op 22 maart 2015.

## Gemeenten
Het kanton Annecy-Nord-Ouest omvatte de volgende gemeenten:
- Annecy (deels, hoofdplaats)
- Choisy
- Épagny
- La Balme-de-Sillingy
- Lovagny
- Mésigny
- Metz-Tessy
- Meythet
- Nonglard
- Poisy
- Sallenôves
- Sillingy